# Čohovo
Čohovo – wieś w Słowenii, w gminie Cerknica. W 2018 roku liczyła 4 mieszkańców.